# Cot Labu
Cot Labu är en kulle i Indonesien.   Den ligger i provinsen Aceh, i den västra delen av landet, 1 900 km nordväst om huvudstaden Jakarta. Toppen på Cot Labu är 57 meter över havet. Cot Labu ligger på ön Pulau We.
Terrängen runt Cot Labu är lite kuperad. Havet är nära Cot Labu åt nordväst.  Närmaste större samhälle är Sabang, 7,1 km öster om Cot Labu. I omgivningarna runt Cot Labu växer i huvudsak städsegrön lövskog.